# Bombardeio de Jaén
O Bombardeio de Xaém foi um ataque aéreo sobre a cidade de Xaém em 1 de Abril de 1937, durante a Guerra Civil Espanhola, pela Legião Condor da Alemanha nazista, que auxiliava os nacionalistas.
O bombardeio foi ordenada pelo general Queipo de Llano, como retaliação por um ataque aéreo republicano na cidade de Córdoba.

## O bombardeio

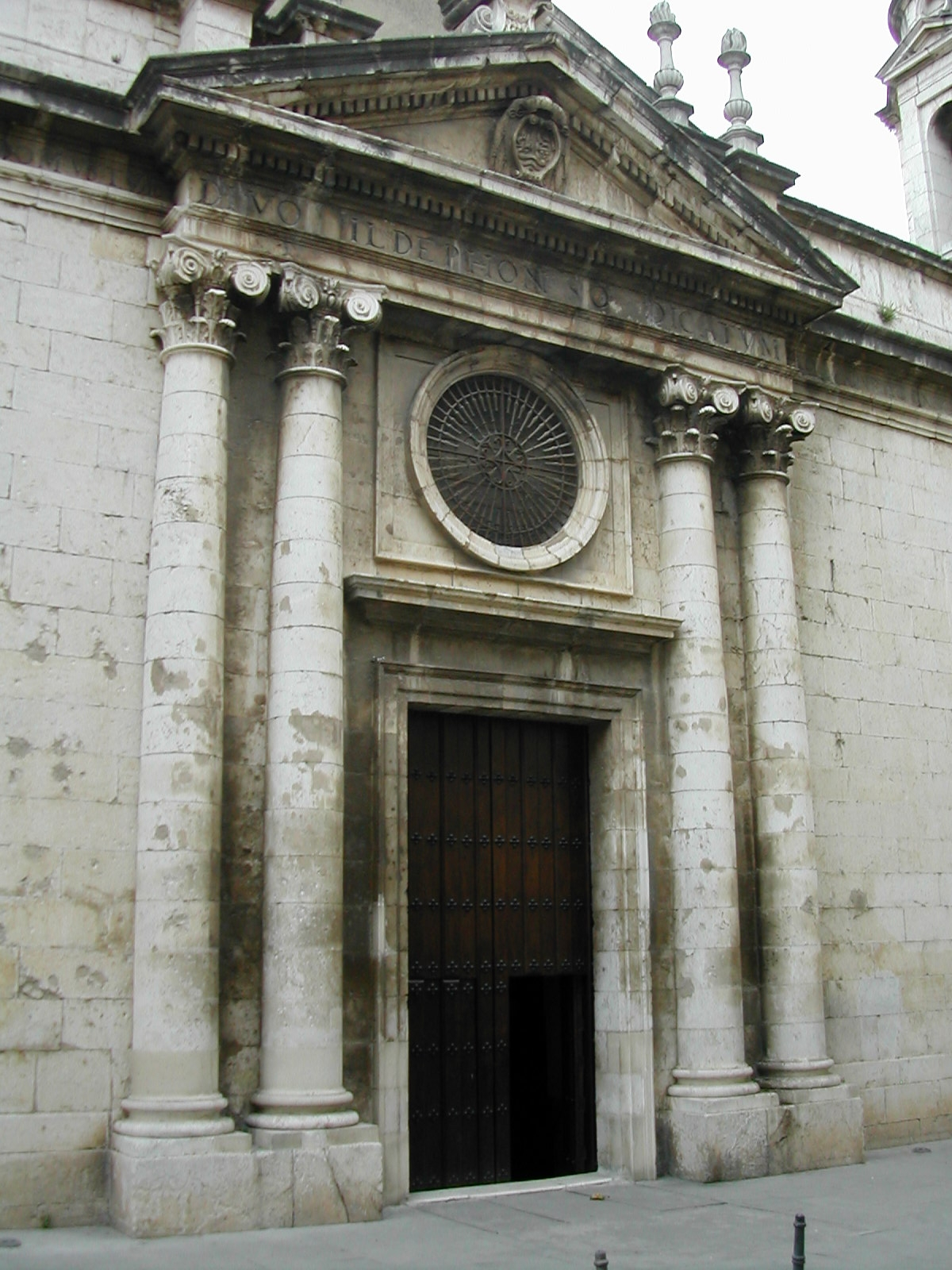
Os efeitos do bombardeiro são ainda visíveis (Porta da Basilica de Santo Ildefonso).

Em 1 de Abril de 1937, seis bombardeiros alemães JU-52 da Legião Condor bombardearam a cidade de Xaém, que não tinham alvos militares ou defesas antiaéreas. As estimativas atuais indicam que houve 159 mortes entre a população civil e várias centenas de feridos, comparável com o bombardeio de Guernica, que ocorreu poucos dias depois.

## Consequências
Como represália, as autoridades republicanas locais executaram 128 prisioneiros nacionalistas.